# 対決! るみーず
対決! るみーずは、1995年8月7日に三洋電機から発売された3DO用ゲームソフト。ジャンルはアクションゲーム。
スタイルとしてはボンバーマンに近く、指定フィールド上の敵キャラ及び対戦キャラを倒すというもの。
水道管のコックを捻ると、繋がっている水道管から水が排出され、排水溝までの指定経路上に居るキャラクターを流してしまう。
同様のシステムを採用したゲームとして、同社のグリッツ ザ ピラミッドアドベンチャーがある。
| スタブアイコン | サブスタブ | この項目は、まだ閲覧者の調べものの参照としては役立たない、コンピュータゲームに関連した書きかけの項目です。この項目を加筆・訂正などしてくださる協力者を求めています（P:コンピュータゲーム/PJ:コンピュータゲーム）。 |